# Gérard Klein autour du monde
Gérard Klein autour du monde est une émission documentaire française diffusée sur France 5 en 2004 et présentée par Gérard Klein. L'acteur y rencontre des personnes qui s’investissent dans le domaine humanitaire et environnemental. La durée des épisodes est d'environ 50 minutes. 